# Magdeburger Straßen/W
Nachfolgend werden Bedeutungen und Umstände der Namengebung von Magdeburger Straßen und ihre Geschichte aufgezeigt. Aktuell gültige Straßenbezeichnungen sind in Fettschrift angegeben, nach Umbenennung oder Überbauung nicht mehr gültige Bezeichnungen in Kursivschrift. Soweit möglich werden auch bestehende oder ehemalige Institutionen, Denkmäler, besondere Bauten oder bekannte Bewohner aufgeführt.
Die Liste erhebt zunächst noch keinen Anspruch auf Vollständigkeit.
Waagestraße; Stadtteil Altstadt; PLZ 39104
Vormals:
Augustinerstraße
Gosewinkel (1397)
Goldenewagegasse (um 1800)
Wagestraße (ab 1808)
Der Name dieser heute nicht mehr bestehenden Straße rührte vom Haus Jakobstraße Nr. 23 Zur goldenen Wage her.
Die Straße verlief von der Jakobstraße in südöstlicher Richtung auf die Wallonerkirche zu. Im Zuge des sich nicht an die gewachsene Stadtstruktur haltenden Wiederaufbaus der Stadt nach den Zerstörungen im Zweiten Weltkrieg wurde die Straße überbaut.
Waagestraße; Stadtteil Reform; PLZ 39118
Vormals: Wladislaw-Wolkow-Straße
Diese Straße wurde nach dem Sternbild Waage benannt. Viele der benachbarten Straßen tragen Namen aus dem Bereich der Astronomie.
Wacholdersteg; Stadtteil Nordwest; PLZ 39128
Die Straße wurde nach der Pflanzengattung Wacholder benannt.
Wachtelsteg; Stadtteil Neustädter See; PLZ 39126
Diese Straße wurde nach der Vogelart der Wachteln benannt.
Wachtturmstraße; Stadtteil Leipziger Straße; PLZ 39112
Heute: Emanuel-Larisch-Weg
In den dreißiger Jahren erhielt diese Straße den Namen Wachtturmstraße, da die Wachtturm-Gesellschaft der Ernsten Bibelforscher (später: Zeugen Jehovas) hier ihren Sitz hatte.
Wahlitzer Weg; Stadtteil Berliner Chaussee; PLZ 39114
Die Straße wurde nach dem östlich von Magdeburg gelegenen Dorf Wahlitz benannt.
Walbecker Straße; Stadtteil Stadtfeld West; PLZ 39110
Diese Straße wurde nach dem im Landkreis Börde gelegenen Dorf Walbeck benannt.
Waldluftweg; Stadtteil Berliner Chaussee; PLZ 39114
Der Name der Straße nimmt Bezug auf das etwas weiter nördlich befindliche Waldgebiet Biederitzer Busch.
Waldmeisterweg; Stadtteil Nordwest; PLZ 39128
Benannt nach der Pflanzenart Waldmeister.
Waldstraße; Stadtteil Randau-Calenberge; PLZ 39114
Der Name der Straße dürfte auf das nördlich gelegene Waldgebiet Kreuzhorst zurückgehen.
Wallonerberg; Stadtteil Altstadt; PLZ 39104
Dieser Straßenzug entstand im Jahr 1720. Der Alte Dessauer ließ diese neue Straße als weitere Verbindung von der Stadt zum Elbvorland durch die ursprüngliche Bebauung brechen. Vorher hatte das Gelände zum Augustinerkloster gehört, zu dem auch die Wallonerkirche gehörte. Vom Kloster zur Elbe hin befand sich zuvor bereits eine Pforte zum Alten Fischerufer. Auf der anderen Seite des Klosters befand sich eine Zufahrt zum Friedhof. Diese Verbindung wurde dann durchgängig und befahrbar gemacht. Der Name Walloner rührt von der auf der Südseite befindlichen Wallonerkirche her. Die Kirche war nach der Entstehung der Pfälzer Kolonie der aus Glaubensflüchtlingen bestehenden Wallonischen Gemeinde zugewiesen worden. Die Bezeichnung Berg ergibt sich aus dem steilen Anstieg von der Elbe in Richtung Altstadt.
Wallstraße; Stadtteil Altstadt; PLZ 39104
Vormals:
In der Hölle (1459 bis 1552)
Roßmühlenhof (1552 bis 1699) auch Große Schindergasse (17. Jahrhundert bis 1807)
Höllenstraße (1632 bis 1847)
Die heute nicht mehr bestehende Straße verlief an der Innenseite der Stadtmauer entlang und erhielt daher ihre Bezeichnung. 1847 wurde sie umbenannt, da der alte Name Höllenstraße Anstoß erregte. Die Straße verlief vom Breiten Weg in östlicher Richtung zur Grünearmstraße. Die Einmündung auf den Breiten Weg lag etwa in Höhe der heutigen Stadtbibliothek.
Im Zuge des sich nicht an die gewachsene Stadtstruktur haltenden Wiederaufbaus der Stadt nach den Zerstörungen im Zweiten Weltkrieg wurde die Straße überbaut.
Wallstraße; Stadtteil Altstadt; PLZ 39104
Vormals: Fürstenwallstraße
Heute: Fürstenwallstraße
Die Straße verläuft auf der der Stadt zugewandten Seite des Fürstenwalls einem Teil der alten Befestigungsanlagen. In der Zeit der DDR wurde sie umbenannt, da die Bezeichnung „Fürstenwallstraße“ zu monarchistisch erschien. Der Begriff Fürsten wurde daher gestrichen. Nach der Wende erhielt die Straße ihre historische Bezeichnung zurück.
Walmbergsweg; Stadtteil Sudenburg; PLZ 39112
Vormals: Walmbergs Wuhne
Die Straße verband ursprünglich die heutige Salzmannstraße mit der Halberstädter Straße. Im Zuge des Wiederauf- und Ausbaus der Zuckerraffinerie „Hermann Danz“ wurde der westliche Teil der Straße überbaut. Heute verbindet der Walmbergsweg die Salzmannstraße mit der Braunlager Straße. Der verbliebene westlichste Teil, an der Halberstädter Straße, wurde umbenannt in Zuckerstraße.
Benannt wurde die Straße nach einer topografischen Erhebung in diesem Gebiet, dem Walmberg.
Walnußweg; Stadtteil Ottersleben; PLZ 39116
Der Straßenname geht auf die Pflanzenfamilie der Walnussgewächse zurück, zu der 8 Gattungen mit ungefähr 60 Arten gehören.
Walter-Flex-Straße; Stadtteil Cracau; PLZ 39114
Später: Goerdelerstraße
Heute: Johannes-Münze-Straße
Die Straße war nach dem im Ersten Weltkrieg gefallenen deutschen Schriftsteller und Lyriker Walter Flex (1887–1917) benannt.
Walter-Husemann-Straße; Stadtteil Neustädter Feld; PLZ 39128
Heute: Othrichstraße
Diese Straße war in der Zeit der DDR nach dem kommunistischen Widerstandskämpfer gegen den Nationalsozialismus Walter Husemann benannt.
Walter-Kaßner-Straße; Stadtteil Reform; PLZ 39118
Heute: Apollostraße (seit dem 9. Januar 2003)
Die Walter-Kaßner-Straße war nach dem SED-Politiker und Bürgermeister der Stadt Magdeburg Walter Kaßner benannt. Veranlasst durch einen Antrag der CDU und SPD-Ratsfraktionen, wurde sie im Jahr 2003 umbenannt (siehe Apollostraße). Hintergrund waren Vorwürfe bezüglich Verstrickungen Kaßners in stalinistische Verfolgungsmaßnahmen nach dem Zweiten Weltkrieg.
Walter-Strumpf-Straße; Stadtteil Ottersleben; PLZ 39116
 ?
Walther-Rathenau-Straße; Stadtteile Alte Neustadt und Altstadt; PLZ 39106, 39104
Vormals: Königstraße
Benannt nach dem deutschen Industriellen und Politiker Walther Rathenau. Die Walther-Rathenau-Straße ist der Name der Bundesstraße 1 zwischen Magdeburger Ring und Askanischem Platz. Sie begrenzt zwischen Universitätsplatz und Askanischem Platz den Universitätscampus nach Süden.
Bekannte Personen, die hier lebten:
- Gerhard Korte; Unternehmer und Kaufmann, lebte zumindest um 1939 in der damaligen Königstraße Nr. 43.

Institutionen, Bauwerke, Denkmäler:
- Haus-Nr. 88, Arbeitsamt, erbaut 1938 als Sitz des Reichsarbeitsdienstes

Waltherstraße; Stadtteil Sudenburg; PLZ 39116
Die Straße wurde zu Ehren des Minnesängers Walther von der Vogelweide (circa 1170 bis 1230) benannt.
Waltraut-Privatweg; Stadtteil Hopfengarten; PLZ 39120
Heute: Tannenweg
Die Straße erhielt 1938 ihren Namen.
Wanzleber Chaussee; Stadtteil Ottersleben; PLZ 39116
Diese Straße wurde nach der südwestlich von Magdeburg gelegenen Stadt Wanzleben-Börde benannt, in deren Richtung die Straße von Ottersleben ausgehend führt.
Wanzleber Straße; Stadtteil Leipziger Straße; PLZ 39112
Benannt nach der südwestlich von Magdeburg gelegenen Stadt Wanzleben-Börde.
Wanzleber Straße; Stadtteil Lemsdorf; PLZ 39118
Heute: Ballenstedter Straße (seit 1910)
Bis zur Eingemeindung Lemsdorfs nach Magdeburg im Jahr 1910 war diese Straße nach der in der Magdeburger Börde gelegenen Stadt Wanzleben-Börde benannt. Die Straße führte von Lemsdorf in Richtung Wanzleben. Mit der Eingemeindung wurde sie umbenannt, wohl weil der Name bereits anderweitig im Stadtgebiet vergeben war.
Warnsdorfer Straße; Stadtteil Hopfengarten; PLZ 39120
Heute: Otternweg
Die Straße war nach der heute zu Tschechien gehörenden Stadt Warnsdorf benannt. In der Zeit der DDR wurde sie umbenannt. Namen von Orten, aus denen die deutsche Bevölkerung nach dem Zweiten Weltkrieg vertrieben worden war oder die nicht mehr zu Deutschland gehörten, sollten nicht mehr erscheinen.
Warschauer Straße; Stadtteile Buckau und Leipziger Straße; PLZ 39104
Die Straße wurde nach der polnischen Hauptstadt Warschau benannt.
Institutionen, Bauwerke, Denkmäler:
- Bahnhof Buckau, erbaut ab 1927.

Warschauer Straße; Stadtteil Leipziger Straße; PLZ 39112
Später:
Wiener Straße
Hermann-Matern-Straße
Heute:
Wiener Straße
Diese Straße war nach der Hauptstadt Polens Warschau benannt. In der Zeit des Nationalsozialismus wurde sie umbenannt.
Wartbergstraße; Stadtteil Stadtfeld West; PLZ 39110
Die Straße wurde nach dem westlich von Magdeburg bei Niederndodeleben gelegenen Großen Wartberg, der größten Erhebung in der Magdeburger Börde, benannt. Auch die benachbarten Straßen tragen die Namen von Hügeln aus der Börde.
Wartburgstraße; Stadtteil Westerhüsen; PLZ 39122
Wie mehrere Straßen der Nachbarschaft erhielt auch die Wartburgstraße ihren Namen aus der Geographie des Landes Thüringen, nämlich nach der Wartburg, einer bekannten Burganlage bei Eisenach.
Warthe; Stadtteil Altstadt; PLZ 39104
Vormals: 
Auf der Worth (1552–1807)
Warte
Der Straßenname dürfte von einem hier ursprünglich einmal befindlichen Turm der Stadtmauer Zur Warte hergerührt haben.
Die Straße war eine kleine Sackgasse die von der Dreienbrezelstraße, etwa auf der Höhe der Einmündung der Hartstraße, nach Süden führte. An dieser Stelle befand sich die südliche ottonische Stadtmauer, auf deren innerstädtischer Seite sich die Straße, wohl in Form eines kleinen Platzes befand.
Im Zuge des sich nicht an die gewachsene Stadtstruktur haltenden Wiederaufbaus der Stadt nach den Zerstörungen im Zweiten Weltkrieg wurde die Straße überbaut. Heute befindet sich an dieser Stelle der nordöstliche Teil des Einkaufszentrums Allee Center.
Wassergang; Stadtteil Ottersleben; PLZ 39116
Der Weg diente als öffentlicher Zugang zu einer Quelle und erhielt so seinen Namen.
Wasserkunststraße; Stadtteil Neue Neustadt; PLZ 39124
Im Jahr 1849 errichteten die Neustädter Zuckerfabrikanten Jacob Hennige und Jaehningen, Freise & Comp. in dieser Straße direkt neben der Schrote eine Wasserkunst und insbesondere ein Maschinen-, Wärter- und Kesselhaus zum Betrieb der Anlage. Dies dürfte der Straße ihren Namen gegeben haben. Das 1849 errichtete Gebäude besteht noch heute und ist ein Baudenkmal.
Institutionen, Bauwerke, Denkmäler:
- Haus-Nr. 10, ehemaliges Junkerswerk, erbaut 1937/38.
- Haus-Nr. 99, ehemalige Wasserkunst, erbaut 1849.

Bekannte Personen, die hier lebten:
- Friedrich Carl Untucht, Magdeburger Spirituosen- und Steingutfabrikant, lebte Anfang des 20. Jahrhunderts, zumindest jedoch zwischen 1913 und 1915, im Haus Nr. 98. Hier betrieb er die Spirituosenfabrik. Im Haus Nr. 100 befand sich die Steingutfabrikation.

Wasserstraße; Stadtteil Werder; PLZ 39114
?
Waterberg; 
Später: Silberberg
Heute: ?
Der Straßenname dürfte auf den in Namibia, der ehemaligen Kolonie Deutsch-Südwestafrika, befindlichen Berg Waterberg zurückgehen. An diesem Berg fand 1904 auch während des Hereroaufstandes die Schlacht am Waterberg statt.

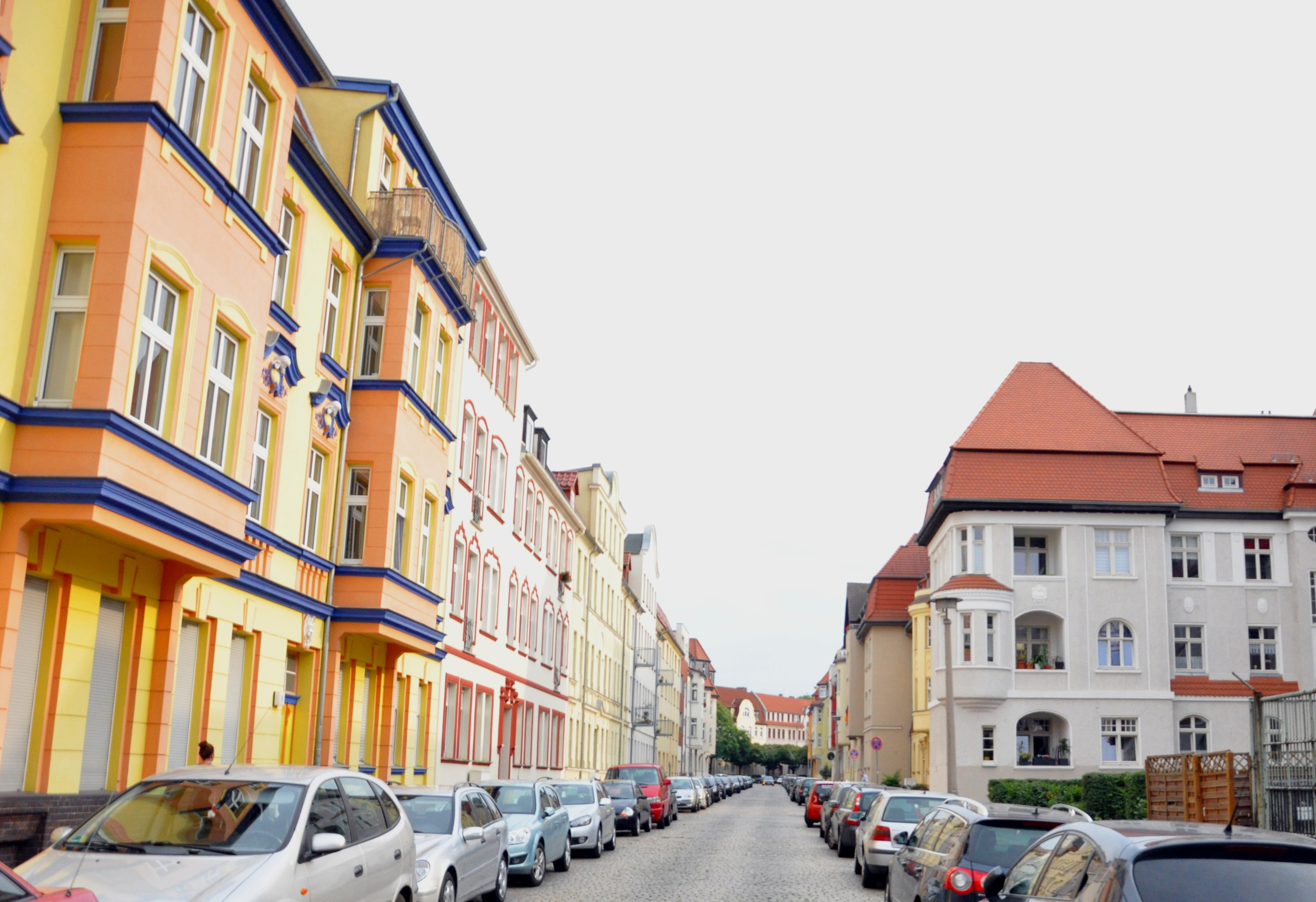
Blick in die Weberstraße

Weberstraße; Stadtteil Leipziger Straße; PLZ 39112
Diese Straße wurde nach dem deutschen Physiker Wilhelm Eduard Weber (1804–1891) benannt.
Weddigenstraße; Stadtteil Cracau; PLZ 39114
Heute: Zetkinstraße
Die Benennung der Straße sollte an den deutschen U-Boot-Kommandanten des Ersten Weltkrieges Otto Weddigen (1882–1915) erinnern, der von deutscher Seite als Kriegsheld gefeiert worden war. Nach dem Zweiten Weltkrieg wurde der militärisch belastete Name, wie bei mehreren Benennungen im Stadtteil, ausgetauscht.
Wedringer Straße; Stadtteil Neue Neustadt; PLZ 39124
Vormals: Louisenstraße
Die Straße wurde nach dem in Sachsen-Anhalt, Landkreis Börde, gelegenen Dorf Wedringen benannt.
Bekannte Personen, die hier lebten:
- Karl Rosenthal; von 1811 bis 1846 Bürgermeister von Neustadt bei Magdeburg, wohnte zumindest 1817 in der Nr. 105 c. Die Häuser der Neustadt waren damals noch durchnummeriert. Die 105 c dürfte zum Straßenzug der heutigen Wedringer Straße, etwa Ecke Hugenottenstraße, gehört haben.

Weferlinger Straße; Stadtteil Stadtfeld West; PLZ 39110
Benannt nach dem nordöstlich von Helmstedt in Sachsen-Anhalt gelegenen Ort Weferlingen.
Wegeleber Straße; Stadtteil Ottersleben; PLZ 39116
Die Benennung der Straße geht auf den östlich von Halberstadt gelegenen Ort Wegeleben zurück.
Weidenstraße; Stadtteil Werder; PLZ 39114
Der Name der Straße dürfte auf die Pflanzengattung der Weiden zurückgehen.
Weimarer Straße; Stadtteil Westerhüsen; PLZ 39122
Wie mehrere Straßen der Nachbarschaft erhielt auch die Weimarer Straße ihren Namen aus der Geographie des Landes Thüringen, nämlich nach der Stadt Weimar.
Weinbergstraße; Stadtteil Alte Neustadt; PLZ 39106
?
Weinbrennerallee; Stadtteil Reform; PLZ 39118
Die Straße erhielt 1938 ihren Namen.
Weinfaßstraße; Stadtteil Altstadt; PLZ 39104
Vormals:
Groppendorfer Straße
Metemstraße
Der Name geht auf das Haus Breiter Weg Nr. 156 Zum goldenen Weinfaß zurück und bestand zumindest seit 1678. Die heute nicht mehr bestehende Straße verlief vom Breiten Weg zur Kleinen Münzstraße.
Im Zuge des sich nicht an die gewachsene Stadtstruktur haltenden Wiederaufbaus der Stadt nach den Zerstörungen im Zweiten Weltkrieg wurde die Straße überbaut. Heute befindet sich an dieser Stelle der nördliche Fußweg der Ernst-Reuter-Allee vor dem bis 2016 das als Blauer Bock bezeichnete Gebäude stand.
Weißenburger Straße; Stadtteil Salbke; PLZ 39122
Heute: Quenstedter Straße
Diese Straße war zur Erinnerung an die Schlacht von Weißenburg während des Deutsch-Französischen Kriegs von 1870/71 nach der heute zu Frankreich gehörenden Stadt Weißenburg (Elsass) benannt. In der Zeit der DDR wurde sie umbenannt. Namen von Orten, aus denen die deutsche Bevölkerung nach dem Zweiten Weltkrieg vertrieben worden war oder die nicht mehr zu Deutschland gehörten, sollten nicht mehr erscheinen. Allerdings dürfte auch die militärische Belastung der Bezeichnung bei der Umbenennung eine Rolle gespielt haben.

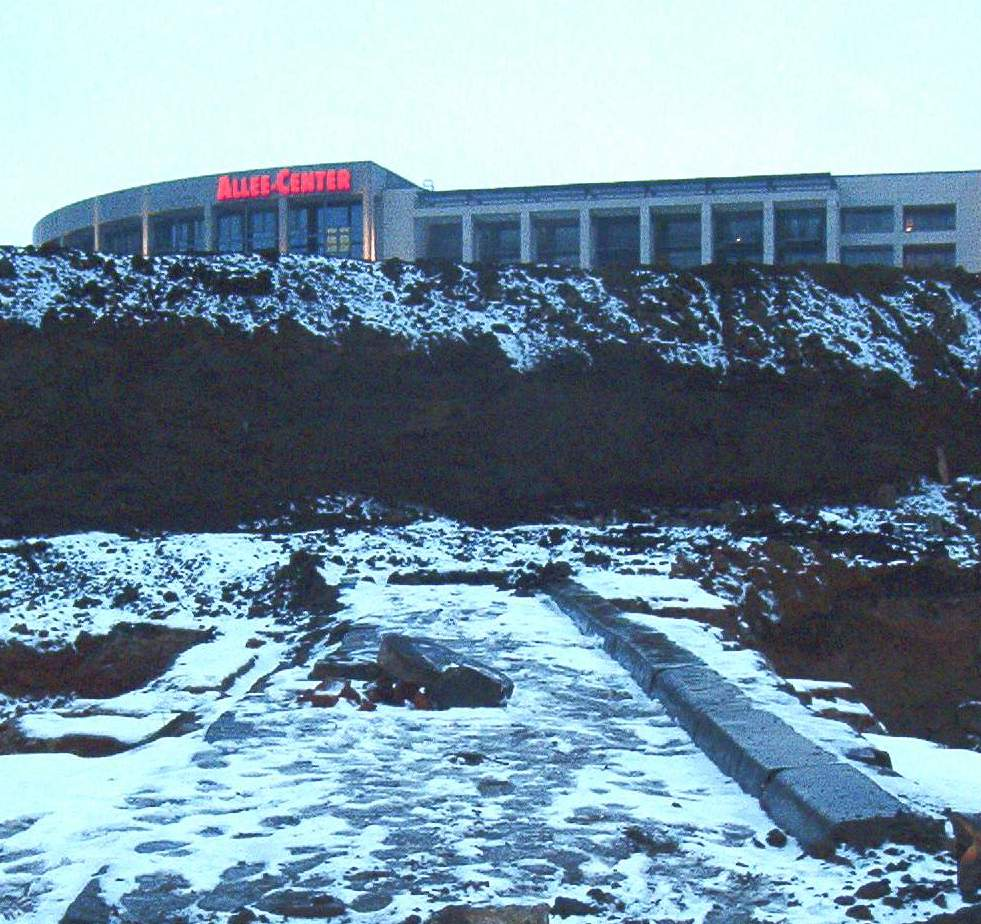
Der schmale Weißgerbersteg bei den Bauarbeiten zum Allee-Center-Parkhaus im Januar 2005

Weißgerbersteg; Stadtteil Altstadt; PLZ 39104
Vormals: Stepelstraße
Der Name der Straße geht auf die benachbarte Weißgerberstraße zurück, deren nördlichen Zugang der Weißgebersteg bildete. Die sehr schmale Gasse führte von der Berliner Straße nach Osten in Richtung Elbe zur Fürstenstraße.
Im Zuge des sich nicht an die gewachsene Stadtstruktur haltenden Wiederaufbaus der Stadt nach den Zerstörungen im Zweiten Weltkrieg wurde die Straße überbaut. Es entstand zunächst eine Grünfläche. Später entstand an der Stelle das städtebaulich umstrittene Parkhaus des Alleecenters. Bei den Bauarbeiten trat die noch intakte Pflasterung des Weißgerberstegs zu Tage, wurde dann jedoch entfernt.
Weißgerberstraße; Stadtteil Altstadt; PLZ 39104
Vormals: 
Diebeshenkergasse, Henkergasse oder auch Nachrichtergasse (etwa ab 1631 bis 1730)
Kleine Schindergasse (von 1730 bis 1807)
Der Name der Straße geht auf die Berufsgruppe der Weißgerber zurück, die hier im Mittelalter arbeiteten. Die heute nicht mehr bestehende Straße lag im Mittelalter dicht an der Elbe. Die Weißgerber legten in diesem Gebiet ihre Felle in das Wasser. Die Straße führte von der Heiligegeiststraße nach Norden zum Weißgerbersteg.
Im Zuge des sich nicht an die gewachsene Stadtstruktur haltenden Wiederaufbaus der Stadt nach den Zerstörungen im Zweiten Weltkrieg verschwand die Straße. Es entstand eine Grünfläche. Östlich der Straße befindet sich der alte Elbbahnhof, nördlich der Straße das neue Parkhaus des Alleecenters.
Weitling-Privatweg; Stadtteil Stadtfeld West; PLZ 39110
Später: Spichern-Privatweg (ab 1938)
Heute: Gartenheimweg
Diese Straße war ursprünglich nach dem in Magdeburg geborenen Arbeiterführer und sozialistischen Theoretiker Wilhelm Weitling benannt. Während der Zeit des Nationalsozialismus wurde sie umbenannt.
Weitlingstraße; Stadtteil Altstadt; PLZ 39104
Vormals: Neuer Weg
Diese Straße wurde nach dem in Magdeburg geborenen Arbeiterführer und sozialistischen Theoretiker Wilhelm Weitling benannt.
Institutionen, Bauwerke, Denkmäler:
- Haus-Nr. 1a, Haus der Freimaurerloge, erbaut 1902/1903.

Weitlingstraße; Stadtteile Stadtfeld West und Stadtfeld Ost; PLZ 39110 und 39108
Gustloffstraße; Stadtteile Stadtfeld West und Stadtfeld Ost; PLZ 39110 und 39108
Vormals: Kleine Diesdorfer Straße
Später: 
Gustloffstraße (ab 1938)
Weitlingstraße
Heute: Spielhagenstraße
Diese Straße war ursprünglich nach dem in Magdeburg geborenen Arbeiterführer und sozialistischen Theoretiker Wilhelm Weitling benannt.
Weizengrund; Stadtteile Alt Olvenstedt und Neu Olvenstedt; PLZ 39130
Die Benennung der Straße dürfte auf die Getreideart Weizen zurückgehen.
Wellenberg; Stadtteil Alt Olvenstedt; PLZ 39130
?
Wellener Weg; Stadtteil Diesdorf; PLZ 39110
Die Straße wurde nach dem westlich von Diesdorf gelegenen Dorf Wellen benannt.
Welsleber Straße; Stadtteile Westerhüsen und Salbke; PLZ 39122
Der Straßenname geht auf das südlich von Magdeburg befindliche Dorf Welsleben zurück, in dessen Richtung die Straße führt.
Welsleber Weg; Stadtteil Beyendorf-Sohlen; PLZ 39122
Der Straßenname geht auf das südlich von Magdeburg befindliche Dorf Welsleben zurück, in dessen Richtung die Straße führt.
Weltfriedenstraße; Stadtteile Neustädter Feld, Neu Olvenstedt und Großer Silberberg; PLZ 39128, 39130
Heute: Olvenstedter Graseweg
Die Benennung der Straße sollte an den Weltfrieden als das Ziel politischen Handelns erinnern.
Wenddorfer Weg; Stadtteil Kannenstieg; PLZ 39128
Die Straße wurde 1951 nach dem südlich von Tangerhütte gelegenen Dorf Wenddorf umbenannt.
Sie ist eine der drei Straßen der Siedlung „Danziger Dorf“.
Vormals: Danziger Dorf (seit 1936).
Wendefurther Weg; Stadtteil Lemsdorf; PLZ 39118
Wie viele Straßen der näheren Umgebung trägt diese Straße eine geographische Bezeichnung aus dem Harz. Sie wurde nach dem südlich von Blankenburg (Harz) gelegenen Dorf Wendefurth benannt.
Werftstraße; Stadtteil Altstadt; PLZ 39104
Heute: Schleinufer (zwischen Neuer Strombrücke und Petriförder)
Die Straße zog sich auf der Westseite von Neuem und Altem Packhof entlang. Der Name könnte auf eine hier in unmittelbarer Nähe der Elbe ursprünglich einmal bestehende Werft hinweisen.
Im Zuge des sich nicht an die gewachsene Stadtstruktur haltenden Wiederaufbaus der Stadt nach den Zerstörungen im Zweiten Weltkrieg verschwand die Straße und wurde durch die in diesem Teil neu errichtete vierspurige Straße Schleinufer ersetzt.
Werkstraße; Stadtteil Neue Neustadt; PLZ 39124
Heute: Oldenburger Straße
Der Name der Straße dürfte auf das hier vormals bestehende Metallwerk Aders zurückgehen.
Werner-Fritze-Straße; Stadtteile Leipziger Straße und Buckau; PLZ 39112 und 39104
Heute: Erich-Weinert-Straße
Die Straße war bis in die Zeit nach dem Zweiten Weltkrieg nach dem Kaufmann, Königlichen Kommerzienrat und Kommunalpolitiker Werner Fritze benannt.
Werner-Heisenberg-Straße; Stadtteil Alte Neustadt; PLZ 39106
Die im ehemaligen Handelshafen gelegene Straße wurde durch Beschluss des Stadtrates vom 4. Mai 2006 nach dem deutschen Physiker Werner Heisenberg (1901–1976) benannt. Begründet wurde die Benennung mit der neuen Funktion des Handelshafens als Wissenschaftsstandort, die eine Benennung nach Wissenschaftlern nahelegte. Zuvor war seitens der Stadtverwaltung bereits einmal eine Benennung nach Partnerstädten Magdeburgs vorgeschlagen worden. Diese Drucksache wurde jedoch nach kontroverser Debatte im Stadtrat zurückgezogen.
Werner-Priegnitz-Straße; Stadtteil Stadtfeld Ost; PLZ 39108
Die Benennung der Straße erinnert an den Magdeburger Stadthistoriker und Maler Werner Priegnitz.
Werner-Seelenbinder-Straße; Stadtteil Reform; PLZ 39118
Diese Straße wurde zu Ehren des Antifaschisten und Ringers Werner Seelenbinder benannt.
Werner-von-Siemens-Straße; Stadtteil Ottersleben; PLZ 39116
Diese Straße wurde nach dem deutschen Erfinder und Unternehmer Werner von Siemens (1816–1892) benannt.
Wernigeröder Straße; Stadtteil Lemsdorf; PLZ 39118
Wie viele Straßen der näheren Umgebung trägt diese Straße eine geographische Bezeichnung aus dem Harz. Sie wurde nach der am nördlichen Harzrand gelegenen Stadt Wernigerode benannt.
Wertherstraße; Stadtteil Sudenburg; PLZ 39116
Die Benennung der Straße geht auf das Werk Johann Wolfgang von Goethes Die Leiden des jungen Werthers zurück. In diesem Wohngebiet (Goethesiedlung) tragen diverse Straßen einen Namen mit einem Bezug zu Goethe.
Wespenstieg; Stadtteil Hopfengarten; PLZ 39120
Vormals: Karlsbader Straße
Die Benennung der Straße geht auf die Wespen eine Unterfamilie der Faltenwespen zurück.
Westendstraße; Stadtteil Sudenburg; PLZ 39112
Heute: Klausenerstraße
Die Benennung der Straße geht zurück auf die Berliner Westend-Gesellschaft, die ab 1874 die Anlage der Villensiedlung übernahm. 1876 wurde die Straße von der Stadt Magdeburg übernommen, die die erschlossenen Grundstücke gewinnbringend vermarktete.
Westeregelner Straße; Stadtteil Ottersleben; PLZ 39116
Diese Straße wurde nach dem westlich von Egeln gelegenen Ort Westeregeln benannt.
Westerhüsener Straße; Stadtteil Sudenburg; PLZ 39116
Später: 
Otto-Richter-Straße (ab 1927)
Hildesheimer Straße (ab 31. Oktober 1933)
Heute:
Otto-Richter-Straße
Diese Straße war nach dem Magdeburger Stadtteil Westerhüsen benannt.
Westernplan; Stadtteil Stadtfeld Ost; PLZ 39108
?
Westpreußenstraße; Stadtteil Stadtfeld Ost; PLZ 39108
Heute: Goldschmidtring
Die Straße war nach der im heutigen Polen gelegenen preußischen Provinz Westpreußen benannt worden. In der Zeit der DDR wurde sie umbenannt. Namen von Orten, aus denen die deutsche Bevölkerung nach dem Zweiten Weltkrieg vertrieben worden war oder die nicht mehr zu Deutschland gehörten, sollten nicht mehr erscheinen.
Westring; Stadtteile Stadtfeld Ost und Stadtfeld West; PLZ 39108 und 39110
Vormals: Sedanring
Diese Straße gehört zu einem Straßensystem, welches das Stadtzentrum westlich umschließt und somit eine Umfahrung der Magdeburger Altstadt ermöglicht. Als westliches Teilstück dieses Rings wurde diese Straße daher als Westring bezeichnet.
Institutionen, Bauwerke, Denkmäler:
- Haus-Nr. 26–32, Willy-Brandt-Schule, erbaut 1928 von Johannes Göderitz und Konrad Rühl.
- Haus-Nr. 21–49, Wohnblöcke am Westring, erbaut zwischen 1924 und 1930 von Hans Holtey.

ehemalige Institutionen, Bauwerke, Denkmäler:
- Haus-Nr. 36–46, Block mit Behelfswohnungen, die 1918 erbauten Wohnungen waren nur für eine kurze Nutzungsdauer vorgesehen, der Komplex wurde jedoch erst 2005 abgerissen.

Weststraße; Stadtteil Buckau; PLZ 39104
Der Name der Straße dürfte auf ihre Lage zurückzuführen sein. Sie führt von Buckau aus nach Westen.
Wichmannstraße; Stadtteil Leipziger Straße; PLZ 39120
Der Name der Straße erinnert an den im 12. Jahrhundert amtierenden Magdeburger Erzbischof Wichmann von Seeburg.
Widderstraße; Stadtteil Reform; PLZ 39118
Vormals: Viktor-Pazajew-Straße
Die Benennung der Straße geht auf das Sternbild Widder zurück. Viele Straßen der näheren Umgebung tragen Namen aus dem Gebiet der Astronomie.

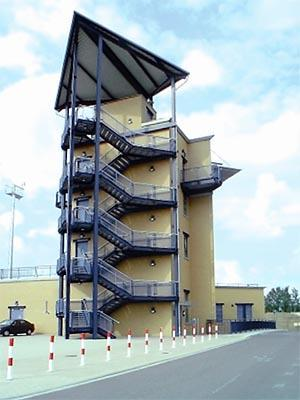
Turm der Sparschleuse Rothensee

Wiedersdorfer Straße; Stadtteil Barleber See; PLZ 39126
?
Institutionen, Bauwerke, Denkmäler:
- Sparschleuse Rothensee, erbaut von 1997 bis 2000.

Wielandstraße; Stadtteil Stadtfeld Ost; PLZ 39108
Benannt nach dem deutschen Schriftsteller Christoph Martin Wieland.
Wiener Straße; Stadtteile Sudenburg und Leipziger Straße; PLZ 39112
Vormals: 
Warschauer Straße
Wiener Straße
Hermann-Matern-Straße
Benannt nach der Hauptstadt Österreichs Wien.
Bekannte Personen, die hier lebten:
- Walter Kaßner; Wiener Straße 37 (1950); SED-Politiker, Bürgermeister in Magdeburg

Wiesenburger Straße; Stadtteil Brückfeld; PLZ 39114
Diese Straße wurde nach dem im westlichen Land Brandenburg gelegenen Ort Wiesenburg/Mark benannt.
Wiesengrund; Stadtteil Beyendorf-Sohlen; PLZ 39122
Der Name dürfte sich wohl nach hier befindlichen landwirtschaftlichem Grünland, einer Wiese, ergeben haben.
Wiesenstraße; Stadtteil Ottersleben; PLZ 39116
Der Name dürfte sich wohl nach hier befindlichen landwirtschaftlichem Grünland, einer Wiese ergeben haben.
Wiesenweg; Stadtteil Berliner Chaussee; PLZ 39114
Der Name dürfte sich wohl nach hier befindlichen landwirtschaftlichem Grünland, einer Wiese ergeben haben.
Wilhelm-Diek-Straße; Stadtteil Ottersleben; PLZ 39116
Die Benennung der Straße erinnert an den im 19. Jahrhundert in Ottersleben tätigen katholischen Missionspriester Wilhelm Diek, der maßgeblichen Anteil am Bau der katholischen Kirche hatte.
Wilhelm-Höpfner-Ring; Stadtteil Sudenburg; PLZ 39116
Die Straße wurde zu Ehren des Magdeburger Graphikers Wilhelm Höpfner (1899–1968) benannt.
Wilhelm-Klees-Straße; Stadtteil Stadtfeld Ost; PLZ 39108
Die Benennung der Straße soll an den Magdeburger Sozialdemokraten und Pionier der Arbeiterbewegung Wilhelm Klees (1841–1922) erinnern.

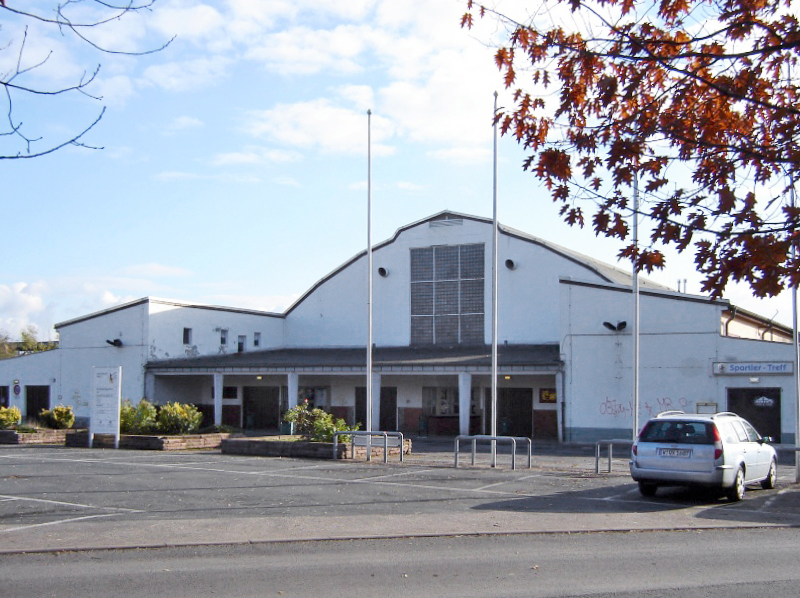
Hermann-Gieseler-Halle

Wilhelm-Kobelt-Straße; Stadtteil Stadtfeld Ost; PLZ 39108
Die Straße wurde nach dem Magdeburger Politiker Wilhelm Kobelt (1865–1927) benannt.
Institutionen, Bauwerke, Denkmäler:
- Haus-Nr. 40, Hermann-Gieseler-Halle, erbaut 1922 von Bruno Taut und Johannes Göderitz.

Wilhelm-Külz-Straße; Stadtteil Stadtfeld Ost; PLZ 39108
Benannt nach dem deutschen Politiker und Mitglied von DDP und LDPD Wilhelm Külz.
Wilhelm-Niemann-Straße; Stadtteil Leipziger Straße; PLZ 39112
?
Wilhelm-Obst-Privatweg; Stadtteil Diesdorf; PLZ 39110
Heute: Bornstedter Weg (seit 1938)
 ?
Wilhelm-Pieck-Allee; Stadtteil Altstadt; PLZ 39104
Heute: Ernst-Reuter-Allee
Die Straße war zu Ehren des Staatspräsidenten der DDR Wilhelm Pieck benannt worden. Nach dem Ende der DDR wurde sie umbenannt.
Wilhelm-Raabe-Straße; Stadtteil Stadtfeld Ost; PLZ 39108
Benannt nach dem zeitweise in Magdeburg lebenden Schriftsteller Wilhelm Raabe (1831–1910).
Wilhelmsplatz; Stadtteil Alt Olvenstedt; PLZ 39130
Später: Heldenplatz
Heute: Am Freiheitsplatz
Der Name dieses Platzes soll daher gerührt haben, dass mehrere Anwohner den Vornamen Wilhelm getragen haben sollen.
Wilhelmstraße; Stadtteil Altstadt; PLZ 39104
Ernst-Reuter-Allee; Stadtteil Altstadt; PLZ 39104
Vormals: 
Kölner Straße
Stalinallee (westliches Teilstück der heutigen Ernst-Reuter-Straße bis zur Otto-von-Guericke-Straße)
Wilhelm-Pieck-Allee (ab 1956) (westliches Teilstück der heutigen Ernst-Reuter-Straße bis zur Otto-von-Guericke-Straße)
Heute:
Ernst-Reuter-Allee (westliches Teilstück bis zur Otto-von-Guericke-Straße)
?
Willi-Bredel-Straße; Stadtteil Leipziger Straße; PLZ 39120
Die Straße wurde nach dem deutschen Schriftsteller Willi Bredel (1901–1964) benannt.
Willy-Rosen-Straße; Stadtteil Prester; PLZ 39114
Die am 16. Oktober 2006 beschlossene Benennung der Straße erinnert an den deutschen in Magdeburg geborenen Kabarettisten und Entertainer Willy Rosen (1894–1944). Willy Rosen wurde, da er jüdischen Glaubens war, im Dritten Reich zunächst nach Theresienstadt in die Magdeburger Kaserne deportiert und 1944 im KZ Auschwitz ermordet. Zeitgleich wurden auch drei benachbarte Straßen (Christa-Johannsen-Straße, Ilse-Voigt-Straße und Adele-Elkan-Straße) benannt. Alle Straße entstanden neu auf einem ehemaligen Kasernengelände und dienen zur Erschließung der dort geplanten Wohnbebauung. Mit der Benennung nach Künstlern sollte die Benennungsreihe der bereits einige Jahre zuvor neu errichteten benachbarten Straßen fortgesetzt werden. Dort waren Schriftsteller geehrt worden.
Willy-Wolterstorff-Straße; Stadtteil Prester; 39114
Vormals: Gorch-Fock-Straße
Die Straße wurde nach Willy Wolterstorff, einem in Magdeburg tätigen Herpetologen, Geologen und Konservator, benannt.
Winckelmannstraße; Stadtteil Stadtfeld Ost; PLZ 39108
Vormals: Lützowstraße
Benannt nach dem deutschen Archäologen Johann Joachim Winckelmann.
Windhuker Weg; Stadtteil Neustädter Feld; PLZ 39128
Heute: Akener Weg
Diese Straße war nach Windhuk, der Hauptstadt des heutigen Namibia, des ehemaligen Deutsch-Südwestafrika, benannt.
Windmühlen-Privatweg; Stadtteil Rothensee; PLZ 39126
Die Benennung der Straße geht auf in der Gegend noch im 19. Jahrhundert vorhandene Windmühlen zurück.
Windmühlenstraße; Stadtteil Rothensee; PLZ 39126
Die Benennung der Straße im Jahr 1938 geht auf in der Gegend noch im 19. Jahrhundert vorhandene Windmühlen zurück.
Institutionen, Bauwerke, Denkmäler:
- Haus-Nr. 30, Grundschule Rothensee, erbaut 1925 von Johannes Göderitz.

Windrosen-Privatweg; Stadtteil Nordwest; PLZ 39128
?
Winterfeldtstraße; Stadtteil Altstadt; PLZ 39104
Heute: Seumestraße
Die Benennung der Straße erinnerte an den preußischen General Hans Karl von Winterfeldt (1707–1757).
Wisninger Straße; Stadtteil Alt Olvenstedt; PLZ 39130
Vormals: Erich-Sichting-Straße
Die Wisninger Straße wurde nach dem Ort Wisningen benannt. Dieser wurde bereits vor längerer Zeit zur Wüstung und besteht heute nicht mehr. Er lag zwischen Ebendorf, Olvenstedt und Neustadt. Im Bereich Alt Olvenstedts tragen mehrere Straßen die Namen von Wüstungen (Ostendorfer und Lebersdorfer Straße, sowie Plachwitzer Weg).
Wisninger Wuhne; Stadtteil Sülzegrund; PLZ 39128
Die Straße befindet sich in der Nähe der ehemaligen Ortslage des zur Wüstung gewordenen Dorfes Wisningen und erhielt daher ihren Namen.
Wissmannstraße; Stadtteile Leipziger Straße und Sudenburg; PLZ 39112
Heute: 
Nördlicher Teil: Hellestraße
Südlicher Teil: unbenannt
Die Straße war nach dem deutschen Afrikaforscher und Reichskommissar von Deutsch-Ostafrika Hermann von Wissmann (1853–1905) benannt.
Als Parallelstraße zur Buckauer Straße geplante, sollte sie die Halberstädter Straße mit der Straße Am Fuchsberg verbinden und dabei die Hellestraße und Ackerstraße kreuzen. Zur Ausführung kamen jedoch nur zwei Teilstücke: Nördlich die Verbindung zwischen der Halberstädter Straße und der Hellestraße sowie südlich zwischen Am Fuchsberg und Ackerstraße. Der mittlere Teil (Querung des Baches Klinke) kam nicht mehr zur Ausführung. Dort verläuft heute der Magdeburger Ring. Der kurze nördliche Teil, der während der DDR-Zeit den Namen Makarenkostraße führte, ist heute der Hellestraße zugeschlagen. Der südliche Straßenabschnitt ist heute nicht mehr benannt. Als Sackgasse erschließt er, von der Ackerstraße aus, das Gewerbegebiet „Am Fuchsberg“. Die Einmündung in die Straße Am Fuchsberg, etwas westlich des heutigen Emanuel-Larisch-Wegs gelegen, wurde gekappt.
Wittenberger Platz; Stadtteil Alte Neustadt; PLZ 39106
Dieser Platz, an dem fünf Straßen, darunter auch die Wittenberger Straße, aufeinander treffen, war über viele Jahrzehnte hinweg unbenannt. Im Volksmund hatte sich nach der angrenzenden Straße der Name Wittenberger Platz eingebürgert. Der Charakter als Platz wurde durch einen hier ab 1997 bestehenden Kreisverkehr noch verstärkt. Im Zusammenhang mit den Auseinandersetzungen um den bis dahin ebenfalls nur im Volksmund benannten Lessingplatz beschloss der Stadtrat am 11. Juli 2005 auf Vorschlag der Arbeitsgruppe Straßennamen und Hausnummern auch die offizielle Benennung des Wittenberger Platzes.
Wittenberger Straße; Stadtteil Alte Neustadt; PLZ 39106
Diese Straße wurde nach der im nordwestlichen Brandenburg gelegenen Stadt Wittenberge benannt.
Institutionen, Bauwerke, Denkmäler:
- Haus-Nr. 17, Handelshafen Magdeburg, erbaut zwischen 1886 und 1940.

ehemalige Institutionen, Bauwerke, Denkmäler:
- Haus-Nr. 26, Mietshaus, erbaut 1908 von Salomon Rudolf Rütschi.

Witzlebenstraße; Stadtteil Cracau; PLZ 39114
Vormals: General-Felmy-Straße
?
Wladimir-Komarow-Straße; Stadtteil Reform; PLZ 39118
Heute: Skorpionstraße
In der Zeit der DDR war diese Straße nach dem sowjetischen Kosmonauten Wladimir Michailowitsch Komarow (1927–1967) benannt. Komarow war der erste Mensch, der bei einer Weltraummission starb.
Wladislaw-Wolkow-Straße; Stadtteil Reform; PLZ 39118
Heute: Waagestraße
Diese Straße war in der Zeit der DDR nach dem sowjetischen Kosmonauten Wladislaw Nikolajewitsch Wolkow (1935–1971) benannt worden, der 1971 bei einer Weltraummission umkam.
Woermannstraße; Stadtteil Neustädter Feld; PLZ 39128
Später: Tangerhütter Straße
Heute: Tangerhütter Weg
Die Benennung der Straße sollte an den deutschen Politiker und Kaufmann Adolph Woermann (1847–1911) erinnern, der maßgeblich an der Gründung der deutschen Kolonien beteiligt war. Auch die benachbarten Straßen trugen ursprünglich Namen, die mit den deutschen Kolonien in Zusammenhang standen.
Wolfenbütteler Straße; Stadtteil Sudenburg; PLZ 39112
Benannt nach der südlich von Braunschweig in Niedersachsen gelegenen Stadt Wolfenbüttel.
Wolframstraße; Stadtteil Sudenburg; PLZ 39116
Vormals: Ollandstraße (bis 1945)
später: Ernst-von-Harnack-Straße (bis Eingemeindung Otterslebens 1952)
Die Straße wurde zu Ehren des deutschen Dichters Wolfram von Eschenbach (circa 1160–1220) benannt.
Angelegt in der ehemaligen Ottersleber Wohnsiedlung Elisengrund, die heute Teil der Goethesiedlung ist. Nach 1990 dem Stadtteil Sudenburg zugeschlagen.
Wolfsweg; Stadtteil Salbke; PLZ 39122
Diese Straße wurde nach dem Raubtier Wolf benannt.
Wolmirsleber Weg; Stadtteil Westerhüsen; PLZ 39122
Die Straße wurde nach dem östlich von Egeln gelegenen Dorf Wolmirsleben benannt.
Wolmirstedter Straße; Stadtteil Neue Neustadt; PLZ 39124
Diese Straße wurde nach der nördlich von Magdeburg gelegenen Stadt Wolmirstedt benannt.
Woltersdorfer Weg; Stadtteil Berliner Chaussee; PLZ 39114
Diese heute nicht mehr bestehende Straße war nach dem östlich von Magdeburg gelegenen Dorf Woltersdorf benannt. Die Straße verband den Wahlitzer Weg mit dem heutigen Zeddenicker Weg.
Wörlitzer Straße; Stadtteil Brückfeld; PLZ 39114
Sie wurde nach der Stadt Wörlitz, nahe Coswig an der B 107 gelegen, benannt. Die Straße wurde im Jahre 1920 angelegt.
Wörmlitzer Straße; Stadtteil Gewerbegebiet Nord; PLZ 39126
Die Benennung der Straße geht auf das östlich von Magdeburg gelegene Dorf Wörmlitz zurück.
Wormser Platz; Stadtteil Sudenburg; PLZ 39112
Diese Straße wurde nach der in Rheinland-Pfalz liegenden Stadt Worms benannt.
Wörther Straße; Stadtteil Salbke; PLZ 39122
Vormals: Gröne Gasse
Heute: Kroppenstedter Straße
Diese Straße war zur Erinnerung an die Schlacht bei Wörth vom 6. August 1870 im Deutsch-Französischen Krieg nach dem Ort Wœrth benannt.
Wostokstraße; Stadtteil Reform; PLZ 39118
Wie andere Straßen der näheren Umgebung trägt auch diese einen Namen aus dem sowjetischen Raumfahrtprogramm. Mit dem Namen Wostok wurden sowohl das erste sowjetische Raumschiff Wostok (Raumschiff) als auch Trägerraketen Wostok (Rakete) bezeichnet.
Wredestraße; 
Heute: ?
Diese von der Leipziger Straße abgehende Straße war nach dem Stifter der Wredeschen Armenstiftung Matthias Wrede benannt. Die im Adressbuch der Stadt Magdeburg von 1916 noch enthaltene Straße wird 1939 bereits nicht mehr geführt.